# Wilhelm Drill
Wilhelm Drill  (geboren am 31. August 1873 in Paasdorf; gestorben 1942) war ein österreichischer Arzt und Medizinalrat, der bis 1938 in Mauer praktizierte. Im Zuge des Holocaust wurde er am 27. April 1942 gemeinsam mit seiner Frau Auguste Drill nach Włodawa deportiert. Beide wurden schließlich ermordet.

## Leben
Drill absolvierte das Gymnasium in Nikolsburg in Südböhmen und promovierte an der Universität Wien zum Doktor der Medizin. Danach war er fünf Jahre lang am Allgemeinen Krankenhaus in Wien als Sekundararzt tätig.

### Praktischer Arzt in Mauer
Zur Jahreswende 1903/04 ließ er sich als Praktischer Arzt in der damals noch selbstständigen Gemeinde Mauer südlich von Wien nieder. Im Jahr 1907 übersiedelte er in das Bernheierhaus in der Maurer Lange Gasse 62 an der Ecke Kirchengasse (heute Geßlgasse).

### Spitalskommandant im Ersten Weltkrieg
Während des Ersten Weltkrieges, von August 1914 bis November 1918, leitete Wilhelm Drill als Spitalskommandant das Reservelazarett in Bosnien. Er wurde für seine Verdienste mehrfach ausgezeichnet, unter anderem mit dem Goldenen Verdienstkreuz mit der Krone am Band, der K.u.k. Tapferkeitsmedaille und dem Ehrenzeichen für Verdienste um das Rote Kreuz.

### Medizinalrat
Drill kam auch nach dem Kriegsdienst, wiederum in Mauer, seinem Beruf nach. Politisch trat er nie hervor. Am 6. April 1925 heiratete er am Magistratischen Bezirksamt im Alsergrund Auguste Taussig (geb. am 18. März 1887 in Wien VII., röm.-kath.). Die Ehe blieb kinderlos.
Drill wurde schließlich Kassenarzt einer Reihe von Krankenkassen, wurde von der Gemeinde Mauer als zweiter Totenbeschauer vereidigt und vertrat den jeweiligen Gemeindearzt. Im Jahr 1936 beschloss der Gemeindetag von Mauer bei Wien einstimmig, für Drill in Würdigung seiner langjährigen Verdienste den Titel eines Medizinalrates zu erwirken.

### Berufsverbot und Vertreibung aus Mauer
Nach dem Annexion Österreichs fiel er unter die Bestimmungen der Nürnberger Gesetze und erhielt Arbeitsverbot. Im Sommer 1938 behandelte er in seiner Praxis nur noch jüdische Patienten. Er schloss seine Praxis entsprechend den Bestimmungen NS-Regimes am 30. September 1938. In der Folge musste er den zweiten Vornamen Israel tragen. Am 7. Februar 1941 erging ein Sicherheitsbescheid zur Zahlung von 11.700 RM sogenannter Reichsfluchtsteuer mit der Begründung, dass „Feststellungen darauf schließen lassen, daß er den Wohnsitz im Reichsgebiet aufgeben werde“. Vor dem Angriff Deutschlands auf die Sowjetunion am 22. Juni 1941 bestand noch – als letzte Ausreisemöglichkeit – der Landweg über die Sowjetunion nach Shanghai in China. Es ist allerdings nicht bekannt, ob das Ehepaar Drill tatsächlich flüchten wollte.
Am 17. August 1941 mussten Wilhelm Drill und seine Gattin ihre Wohnung in Mauer verlassen und in die Rotenturmstraße 21 im 1. Bezirk übersiedeln, im Februar 1942 kamen sie beide in ein Übergangslager im 2. Wiener Gemeindebezirk.

### Deportation und Ermordung
Am 27. April 1942 um 19.11 Uhr verließ ein Deportationstransport mit 1.000 jüdischen Männern, Frauen und Kindern den Wiener Aspangbahnhof. Zu den Deportierten zählten auch Auguste und Wilhelm Drill. Zielort des Transportes war die polnische Kleinstadt Włodawa, rund hundert Kilometer östlich der Distriktshauptstadt Lublin und elf Kilometer nördlich des Vernichtungslagers Sobibor. Die Bevölkerung von Włodawa war überwiegend – zu rund 70 % – jüdischer Herkunft. Neben den aus Wien Deportierten langten im April 1942 auch 800 Männer, Frauen und Kinder aus Mielec in der Kleinstadt ein, wodurch sich die Lebensbedingungen sowohl der Ortsansässigen, als auch der Deportierten beträchtlich verschärften. Rund 1.500 Männer wurden zu „Arbeitsjuden“ erklärt und für Entwässerungs- und Flussregulierungsarbeiten eingesetzt. „Zwischen dem 22. und dem 24. Mai 1942 kam es im Ghetto Wlodawa zur ersten »Judenaktion«. 500 alte und arbeitsunfähige Juden, der größere Teil aus Wlodawa stammend, aber auch Deportierte aus dem »Deutschen Reich«, wurden vom Sicherheitsdienst der SS (SD) unter Mithilfe einheimischer Hilfstruppen festgenommen und nach Sobibor gebracht. Bei dieser »Aktion« kam es bereits in Wlodawa zu einem Massaker mit einer beträchtlichen Zahl von Opfern.“
Im Sommer 1942 wurden mehr als hundert Kinder zwischen zehn  und vierzehn Jahren gewaltsam von ihren Eltern getrennt und nach Sobibor deportiert. In den frühen Morgenstunden des 24. Oktober 1942 wurde schließlich die Auflösung des Ghettos in Angriff genommen. SD, Gendarmerie, Schutzpolizei und einheimische Hilfskräfte aus dem Lager Trawniki nahmen die jüdische Bevölkerung Włodawas fest, trieben mehr als 6.000 Juden, zum Teil auch aus Arbeitslagern der Umgebung, auf dem Sportplatz zusammen und brachten sie schließlich zum Bahnhof. Dort wurden 500 Arbeitskräfte freigestellt, die anderen wurden nach Sobibor transportiert und dort ermordet. Anfang November wurden auch diese sogenannten „Arbeitsjuden“ deportiert. Mangels ausreichender Transportkapazitäten ermordete die SS zahlreiche von ihnen bereits auf dem Bahnhofsgelände von Włodawa.
Von den 1.000 nach Włodawa Deportierten überlebten drei. Auguste und Wilhelm Drill zählten nicht zu den Überlebenden. Am 8. Mai 1945 wurde Wilhelm Drill für tot erklärt.

## Auszeichnungen
- Goldenes Verdienstkreuz mit der Krone
- K.u.k. Tapferkeitsmedaille
- Ehrenzeichen II. Klasse für Verdienste um das Rote Kreuz

## Gedenken

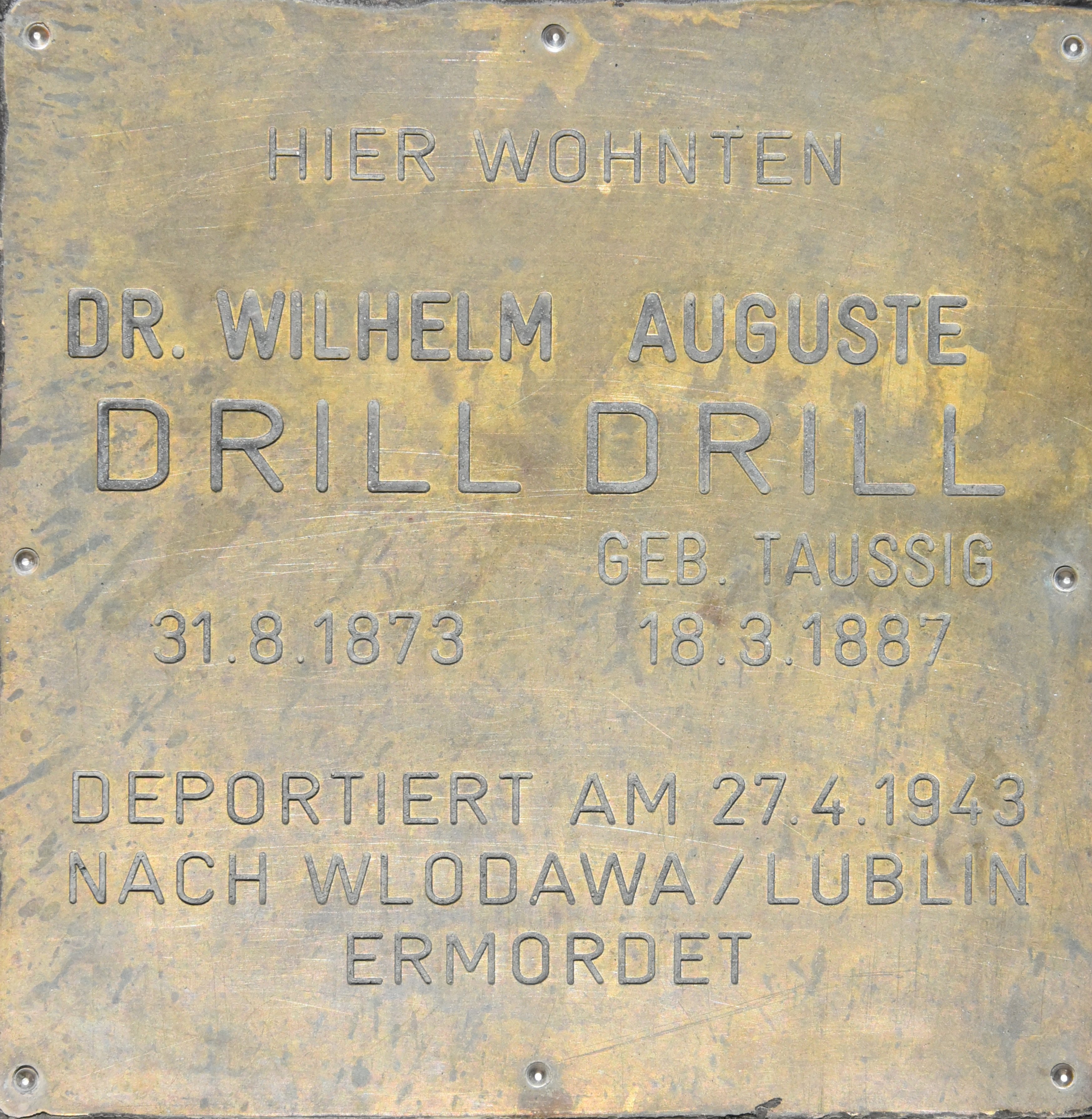
Gedenkstein

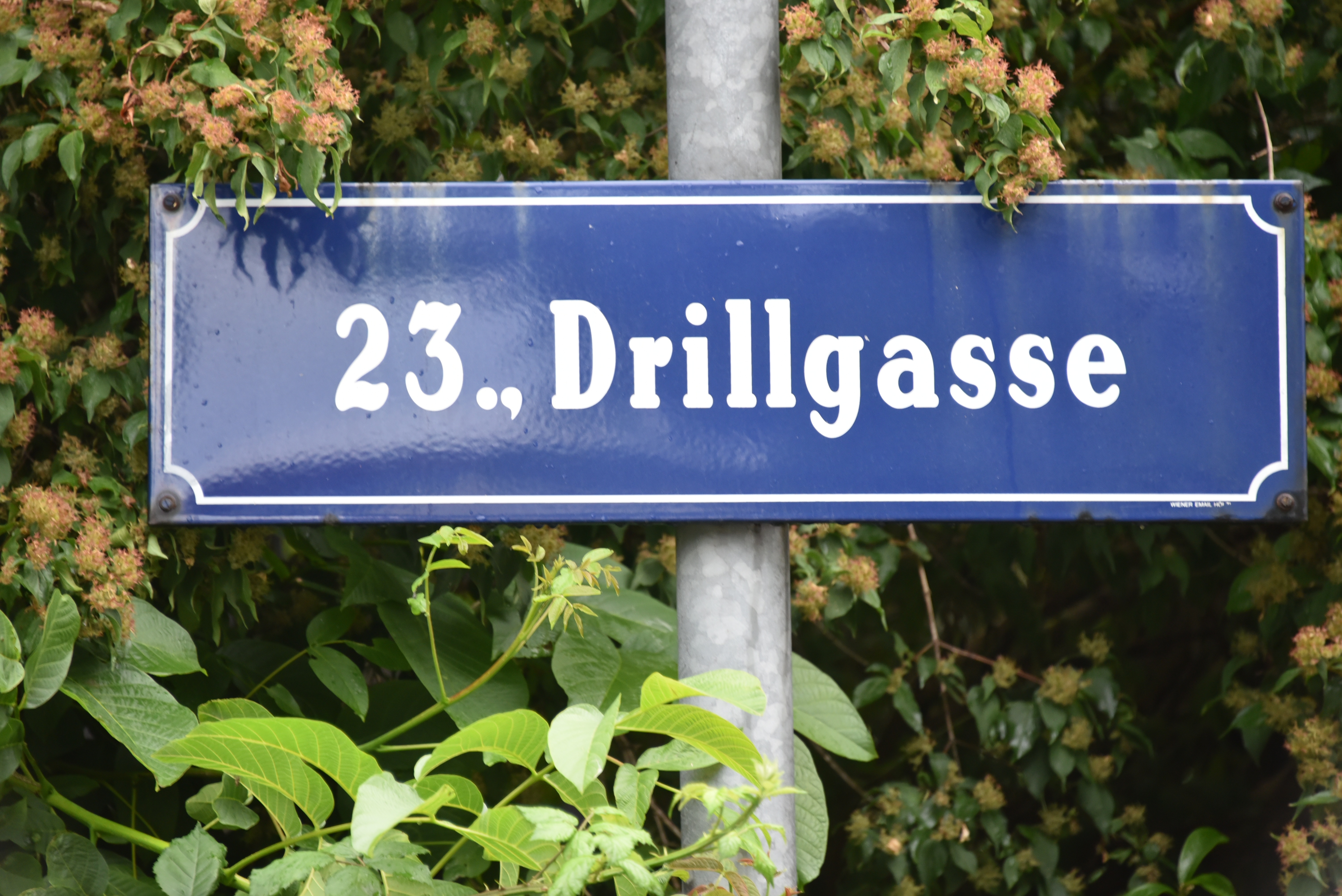
Nach Wilhelm Drill benannte Straße

- Im Jahr 1954 wurde die frühere Türkengasse im Liesinger Bezirksteil Mauer durch Beschluss des Gemeinderatsausschusses für Kultur in Drillgasse umbenannt.[6][7]
- Vor dem letzten Wohnsitz der Familie Drill in Wien-Liesing, vor dem Haus Maurer Lange Gasse 62, in dem sich auch die Ordination von Wilhelm Drill befand, wurde am 10. September 2014 von der Initiative Steine der Erinnerung in Liesing ein Erinnerungsstein für das Ehepaar verlegt. Die beiden Namen findet sich auch in der Liste Liesinger Opfer des Nationalsozialismus 1938 – 1945.[8]